# فلاي أواي هوم
فلاي اواي هوم (بالإنجليزية: Fly Away Home؛ المعنى بالعربية: الطيران للوطن) هو فيلم من إنتاج كندي / أمريكي / نيوزيلندي، وهو فيلم عائلي دراما وقصة بلوغ. الفيلم من إخراج كارول بالارد. نجوم الفيلم آنا باكوين، جيف دانييلز، ودانا ديلاني. تم إصدار Fly Away Home في 13 سبتمبر 1996 بواسطة كولومبيا بيكتشرز. .
احداث الفيلم Fly Away Home تستمد من التجارب الحقيقية لبيل ليشمان الذي بدأ، في عام 1986، تدريب اوز كندي على اتباع طائرته الجوية الصغيرة، ونجح في قيادة هجرة هذه الطيور في عام 1993 بواسطة مشروعه «عملية الهجرة». ويستند الفيلم أيضًا إلى تجربة الدكتور ويليام ج.ل سلايدين، وهو المغامر وعالم الحيوانات الذي قام بمساعدة ليشمان في هجرة هذه الطيور.

## الحبكة
بعد وفاة والدتها أليان في حادث سيارة، يقوم والد إيمي ألدن، توماس الدين وهو نحات ومخترع باحضار ايمي البالغة من العمر 13 عامًا من نيوزيلندا إلى أونتاريو للعيش معه وصديقته سوزان.
عند تدمير منطقة برية صغيرة بالقرب من منزل عائلة ألدن من قبل شركة بناء، تجد إيمي عشًا مهجورًا يتكون من 16 بيضة  إوزة كندية. وبدون علم توماس أو سوزان أو عمها دايفيد، تقوم باخذ البيض وتحفظه في خزانة في حظيرة والدها القديمة لتحضنها. عندما يفقس البيض، يسمح لها والدها بالاحتفاظ بالإوز كحيوانات أليفة. يطلب توماس المساعدة من مسؤول تنظيم الحيوانات المحلي جلين سيفرت حول كيفية رعاية الأوز. يأتي سيفرت إلى منزل ألدن، ويوضح أن الأوز قد تطبعوا على آمي كأم لهم. ويوضح أن الأوز يتعلمون كل شيء من آبائهم بما في ذلك طرق الهجرة، ولكنه يحذر أيضًا توماس من أن الاوامر تملي على أن جميع الأوز المحلي يجب أن يكون جناحه مقصوص لجعله غير قادر على الطيران، الأمر الذي يزعج إيمي كثيرا. يقوم توماس بطرد سيفرت من منزله، وبدوره يهدد سيفرت عائلة الدن بأنه إذا بدأت طيورهم بالطيران، فسيتعين عليه مصادرتها. أوزة. وبدون علم توماس أو سوزان أو عمها دايفيد، تقوم باخذ البيض وتحفظه في خزانة في حظيرة والدها القديمة لتحضنها. عندما يفقس البيض، يسمح لها والدها بالاحتفاظ بالإوز كحيوانات أليفة. يطلب توماس المساعدة من مسؤول تنظيم الحيوانات المحلي جلين سيفرت حول كيفية رعاية الأوز. يأتي سيفرت إلى منزل ألدن، ويوضح أن الأوز قد تطبعوا على آمي كأم لهم. ويوضح أن الأوز يتعلمون كل شيء من آبائهم بما في ذلك طرق الهجرة، ولكنه يحذر أيضًا توماس من أن الاوامر تملي على أن جميع الأوز المحلي يجب أن يكون جناحها مقصوص لجعلها غير قادرة على الطيران، الأمر الذي يزعج إيمي. يقوم توماس بطرد سيفرت من منزله، وبدوره يهدد سيفرت عائلة الدن بأنه إذا بدأت طيورهم بالطيران، فسيتعين عليه مصادرتها.
يقرر توماس باستخدام طائرة صغيرة من صنعه لتعليم الطيور الطيران وطرق الهجرة من مكان لاخر، لكنه سرعان ما يدرك أن الطيور تتبع إيمي فقط. بمساعدة صديقه باري، يعلم توماس آمي كيف تطير طائرة صغيرة خاصة بها، حتى تتمكن من تعليم الأوز كل هذه الامور. يعلمهم دايفيد انه يعرف شخص يدير محمية للطيور في ولاية كارولاينا الشمالية، ويرتب الامور من اجل ان يذهب للأوز للمحمية. ولكن يجب أن تصل الطيور قبل 1 نوفمبر، أو سوف يتم هدم المحمية من قِبل المطورين الذين يخططون لتحويلها إلى مشروع سكني ساحلي.
يتدرب آمي وتوماس على قيادة الطائرة، لكن إيغور، أضعف أوزة في المجموعة والذي لديه مشكلة عرج، يصطدم بطريق الخطأ أمام طائرة إيمي ويهبط في غابة معزولة. بينما تنطلق المجموعة للبحث عن الطائر المفقود، يعود غلين سيفرت إلى مزرعة ألدن ويقوم بمصادرة الأوز الأخرى وسرقتها دون علو الاخرين. في اليوم التالي، تقوم المجموعة بتحكيم خطة لتحرير الأوز والبدء في الهجرة إلى ولاية كارولينا الشمالية.
أثناء هبوط طارئ في محطة شلالات نياجارا الجوية في غرب نيويورك على الشاطئ الجنوبي لبحيرة أونتاريو، تصبح ايمي ووالدها أخبارًا وطنية، حيث يقوم السكان بتشجيعهم وتقديم مكان لهم للبقاء ليلًا في كل محطة من محطاتهم على طريق الهجرة.
يلتقي توماس وآمي بسيدة عجوز، التي تقوم بتوفير مكان لهم للمبيت بمنزلها، خلال الليلة تسأل إيمي توماس عن سبب عدم زيارته لها وعن والدتها. يكشف توماس أنه ووالدة آمي فنانين، وأن مغادرته كانت حل لتضارب المصالح الذي نشأ بينهما.
تعاني طائرة توماس من عطل بنيوي وتتحطم في حقل ذرة ثلاثون ميلًا قبل الوصول إلى محمية الطيور؛ بعد التبين من انه يعاني من خلع في الكتف، يقة ل توماس لآمي بانه يتوجب عليها إنهاء الرحلة لوحدها. بعد أن تقلع آمي والإوز وتبدأ في التوجه نحو المحمية، يصل توماس إلى محمية الطيور عن طريق السيارة. أثناء انتظار الأوز، يقوم توماس وسوزان وديفيد وباري والعديد من المتظاهرين لحقوق الحيوانات والطيور بمواجهة المطورين الذين يريدون بدء التنقيب في الموقع.
تصل إيمي في نهاية المطاف مع الأوز، الامر الذي يسبب الفرح والاحتفال لدى سكان المدينة والمتظاهرين وعائلة إيمي، ويحبط المطورين ويفشل مخططاتهم. يحتفل الجميع منسكان المدينة وعائلة إيمي بفوزهم.وفي الربيع التالي، تعود جميع الأوزات الـ 16 بأمان إلى مزرعة ألدنس من تلقاء نفسها لتثبت بانها تستطيع الهجرة بنفسها دون مساعدة أحد من الآن وصاعدا.

## طاقم الممثلين
- جيف دانييلز - توم الدين
- آنا باكوين - آيمي الدين
- دانا ديلاني - سوزان بارنز
- هولتر غراهام - باري ستيكلاند
- مايكل جي رينولدس - الجنرال هاتفيلد

## الأغاني
- «10,000 ميل» تؤديها ماري شابين كاربنتر
- «أينما كنت» (العناوين النهائية) تؤديها ماري شابين كاربنتر

## تقييم الفيلم
تم تصوير فيلم «فلاي اواي هوم» بميزانية متواضعة، واسترد 25 مليون دولار أمريكي في شباك التذاكر الأمريكي و 31 مليون دولار دوليًا. استمتع الجمهور والنقاد بالفيلم المثير والموجه للأسرة والذي نال استحسان النقاد. اعطى روجر إيبرت نقدا ايجابيا للفيلم.
حصل الفيلم على تقييم 86 ٪ على موقع روتن توميتوز.

## جوائز
حاز كالب ديشانيل على ترشيح لجائزة الأوسكار لافضل تصوير سينما عام 1996 ومن الجمعية الأمريكية للسينمائيين، تقديرا لعمله على هذا الفيلم.

## روابط خارجية
- فلاي اواي هوم على موقع IMDb (الإنجليزية)
- فلاي اواي هوم على موقع روتن توميتوز (الإنجليزية)
- فلاي اواي هوم على موقع نتفليكس (الإنجليزية)
- فلاي اواي هوم على موقع قاعدة بيانات الأفلام العربية
- فلاي اواي هوم على موقع ألو سيني (الفرنسية)
- فلاي اواي هوم على موقع Turner Classic Movies (الإنجليزية)
- فلاي اواي هوم على موقع أول موفي (الإنجليزية)
- فلاي اواي هوم على موقع بوكس أوفيس موجو (الإنجليزية)
- فلاي اواي هوم على موقع فيلمافينيتي (الإسبانية)
- فلاي اواي هوم على موقع قاعدة بيانات الأفلام السويدية (السويدية)